# Homoranthus cernuus
Homoranthus cernuus är en myrtenväxtart som först beskrevs av Richard Thomas Baker, och fick sitt nu gällande namn av Lyndley Alan Craven och S.R.Jones. Homoranthus cernuus ingår i släktet Homoranthus och familjen myrtenväxter. Inga underarter finns listade i Catalogue of Life.